# XGI
XGI Technology Inc. (кит. 圖誠科技) — ИТ компания, созданная в июне 2003 года на базе бывших подраздений Silicon Integrated Systems (SiS) и United Microelectronics Corporation (UMC) в Тайбэе с целью производства высококачественных графических чипов для рынка настольных ПК и ноутбуков. С 2006 года компания концентрируется на рынке серверов и встраиваемых систем.

## Чипсеты
|                                       | Volari 8300 | Volari Duo V8 Ultra | Volari V8 Ultra | Volari V5 Ultra |
| Набор микросхем                       | XG47        | XG40                | XG40            | XG41            |
| Техпроцесс (нм)                       | 130         | 130                 | 130             | 130             |
| Транзисторы (миллионы)                | 90?         | 2(90)               | 90              | 90?             |
| Интерфейс                             | PCIe        | AGP                 | AGP             | AGP             |
| Вершинные буферы                      | 2           | 2 × 2               | 2               | 2               |
| Версия вершинного шейдера             | 2.0         | 2.0                 | 2.0             | 2.0             |
| Fragment Pipelines / TMU per Pipeline | 2 × 2       | 2(8 × 1)            | 8 × 1           | 4 × 1           |
| Пиксельные шейдерные блоки            | 4           | 2(4)                | 4               | 2               |
| Скорость ядра (МГц)                   | 300         | 350                 | 350             | 350             |
| Скорость заполнения (MTexels/s)       | 4800        | 11200               | 5600            | 2800            |
| Ширина шины памяти (бит)              | 64          | 256                 | 128             | 128             |

## Видеокарты

### Разработано командой SiS
- Volari Duo
- Volari V8, V8 Ultra
- Volari V5, V5 Ultra
- Volari V3 XT
- Volari V3 XE, V5 XE
- Volari Z7
- Volari Z9, Z9s — используется некоторыми материнскими платами серверного класса (например, Supermicro X7SBA, X7SBT и X7SBL)
- Volari Z11

Отмененные:
- Volari V5 XT
- Volari 8600, 8600 Mobile, 8600XT

### Разработано командой Trident
- Volari V3
- Volari XP5, XP5m32, XP5m64
- Volari 8300 - хотя страница продукта больше недоступна, и производство видеокарт с ее использованием прекращено, чипы были превращены в серийные модели видеокарт RealVision серии XMD Advanced.
- Volari 8300 Mobile/Volari XP10 - первоначально Volari 8300 Mobile. В XP10 был добавлен LVDS трансмиттер.

## См.также
- BitFluent